# Scandale de corruption par le Qatar au Parlement européen
Ne doit pas être confondu avec la suspicion de corruption pour la coupe du monde de football de 2022 au Qatar également surnommé Qatargate
 (février 2024).
L'article doit être relu — et modifié si nécessaire — par des contributeurs indépendants pour apporter un regard critique aux contributions effectuées en violation des conditions d'utilisation de Wikipédia, tant sur la forme (notamment concernant le style encyclopédique, la proportionnalité) que sur le fond (la neutralité de point de vue, la qualité et l'indépendance des sources).
Le texte peut changer fréquemment, n’est peut-être pas à jour et peut manquer de recul. 
Le titre et la description de l'acte concerné reposent sur la qualification juridique retenue lors de la rédaction de l'article et peuvent évoluer en même temps que celle-ci.
|  |

Le scandale de corruption par le Qatar au Parlement européen, couramment appelé dans les médias « Qatargate », est une affaire de corruption au Parlement européen qui a éclaté en décembre 2022. En tout, huit personnes sont inculpées, dont trois en janvier 2025 . 
Certains membres du Parlement européen auraient perçu de l'argent en échange de la défense des intérêts du Qatar. Les polices belge et italienne sont impliquées et 1,5 million d'euros en liquide sont saisis, notamment au domicile bruxellois d'une vice-présidente du Parlement européen, la Grecque Éva Kaïlí, ce qui donna lieu à son incarcération. L'enquête débouche aussi sur un Marocgate, le Maroc étant suspecté d'avoir corrompu des élus du Parlement européen, en échange d'une complaisance dans l'irrespect des droits de l'homme au Maroc ou du soutien à la reconnaissance de la souveraineté du Maroc sur le Sahara Occidental.

## Chronologie
En novembre 2022, Éva Kaïlí se rend au Qatar pour s'entretenir avec le ministre du Travail Ali bin Samikh Al Marri. De retour au Parlement européen, lors d'une prise de parole à la tribune le 22 novembre, elle a salué les réformes du Qatar : « Le Qatar est un chef de file en matière de droits du travail ».
Le 9 décembre 2022, dans le cadre d'une vaste enquête par le parquet belge, la police belge arrête six personnes et réalise seize perquisitions. Le père d'Éva Kaïlí est arrêté dans la journée en possession d'un sac rempli d'argent ; le domicile de sa fille est ensuite perquisitionné et les enquêteurs y trouvent pas moins de 150.000 euros cash et des objets de valeur offerts par le Qatar. Puis elle est interpellée à son domicile. Elle ne peut pas bénéficier de son immunité parlementaire, car l'infraction qui lui est reprochée a été constatée « en flagrant délit » en raison des « sacs de billets » retrouvés à son domicile.
Le 10 décembre, Éva Kaïlí est destituée de son titre de vice-présidente du Parlement européen. À la suite des interrogatoires menés par Michel Claise (qui participe au GRECO), trois personnes sont écrouées : Éva Kaïlí, eurodéputée social-démocrate grecque, Francesco Giorgio, son compagnon et assistant parlementaire, Antonio Panzeri, ex-eurodéputé italien.
Le 11 décembre 2022, la femme et la fille d'Antonio Panzeri sont arrêtées en Italie,. Pier Antonio Panzeri apparaît comme la personne au centre du scandale. Pour Libération, celui-ci présentait un profil idéal : « ancien leader syndical formé dans les rangs du Parti communiste italien, eurodéputé de gauche pour trois mandats consécutifs et militant des droits de l'homme : le Qatar pouvait difficilement trouver un candidat avec une meilleure couverture pour tenter d'infiltrer, ou tout du moins d'influencer, les institutions européennes ».  
Le 12 décembre, le ministre de la Justice grec affirme que « La Grèce allait aider les autorités belges » ; l'autorité de lutte contre le blanchiment gèle les avoirs d'Éva Kaïlí.
Le 14 décembre, Jack Parrock, le correspondant de presse en chef de l'Union européenne, confirme les enquêtes officielles dans lesquelles l'implication des Émirats arabes unis a été prouvée. De plus, le lobby émirati en Europe a été actif lors des derniers mois afin de comploter contre le Qatar et de blanchir l'image d'Abou Dhabi. Il a réussi à séduire de nombreux parlementaires européens par le biais de cadeaux en espèces et en biens immobiliers.[réf. nécessaire]
Le 15 décembre, l’implication du Maroc dans le scandale est confirmée. Les eurodéputés votent « la suspension des titres d'accès des représentants d'intérêts qatariens » le temps des enquêtes judiciaires, la mesure doit encore être validée par la présidente du Parlement, Roberta Metsola. Le Parquet européen demande au Parlement européen de lever l'immunité diplomatique d'Éva Kaïlí et de sa collègue grecque Maria Spyraki ; le Parquet européen a déclaré que la demande était fondée sur un rapport d'enquête reçu de l'Office européen de lutte antifraude (OLAF) concernant « un soupçon de fraude portant atteinte au budget de l'UE, en relation avec la gestion de l'indemnité parlementaire », en particulier par rapport aux sommes versées à des assistants parlementaires.
Le 18 décembre, le Qatar dénonce des mesures qui auraient des « impacts négatifs » sur la coopération et les exportations qataris de gaz en direction de l'UE qui se trouvent dans une situation délicate à cause du boycott de son principal fournisseur de gaz (la Russie) en conséquence de la guerre russo-ukrainienne,.
Antonio Panzeri aurait reconnu partiellement son implication dans cette affaire, mais dénonce l'eurodéputé belge Marc Tarabella « comme bénéficiaire des cadeaux venant du Qatar ». Ce dernier nie toute influence et tout cadeau reçu venant de cet État. Pour la durée de l'enquête, le Parti socialiste belge suspend Marc Tarabella de sa qualité de membre du PS. L'eurodéputé belge est également suspendu du groupe des S&D du Parlement européen.
La conduite d'une partie des députés européens à l'égard du Qatar avait déjà prêté à interrogation. La résolution Manon Aubry, coprésidente du Groupe de la Gauche au Parlement européen (GUE/NGL), condamnant l'exploitation des travailleurs migrants au Qatar a mis plus d'un an avant d'être adoptée face à l'opposition des groupes S&D et PPE.
Début janvier 2023, le Parlement européen lance une procédure de levée d'immunité concernant Andrea Cozzolino et Marc Tarabella, du groupe S&D.
Le 17 janvier, Antonio Panzeri accepte de collaborer avec la justice belge. Son avocat avance que son client a « reconnu avoir été l'un des dirigeants d'une organisation criminelle (...) en lien avec le Qatar et le Maroc ».
En décembre 2023, des centaines de documents issus de l’enquête policière sont consultés par Politico. Ils détaillent le lobbying actif du Qatar, mais aussi du Maroc et de la Mauritanie, pour tenter d’influencer certaines prises de décision à Strasbourg. Les dossiers suggèrent que des suspects clés, parmi lesquels l'ancien député européen Pier Antonio Panzeri et son assistant Francesco Giorgi, ont méticuleusement enregistré des tentatives présumées de manipulation du Parlement. Leurs payeurs présumés au Qatar, au Maroc et en Mauritanie ont dépensé environ 4 millions d'euros pour ces travaux, selon les informations contenues dans les dossiers. Parmi les actions enregistrées dans ces documents, certaines ont eu un impact significatif sur le fonctionnement de l'Union européenne, comme la tentative de faire échouer six résolutions parlementaires condamnant le bilan du Qatar en matière de droits de l'homme et la collaboration pour parvenir à un accord de voyage sans visa entre Doha et l'Union européenne.
Dans les documents dévoilés, l'équipe s'est également vantée d'avoir obtenu un « texte plus modéré » sur une résolution critiquant le Maroc pour sa gestion d'une crise migratoire en 2021. La résolution a blâmé le Maroc pour avoir assoupli les contrôles aux frontières et autorisé 8 000 migrants, dont des enfants non accompagnés, à traverser le territoire espagnol pendant ce différend avec le gouvernement de Madrid.

## Implication du Maroc
Peu après les premières arrestations, l’implication du Maroc dans le scandale est confirmée. Fin décembre 2022, la presse révèle qu'un document d'enquête montrerait l'implication, à un haut niveau, de la Direction générale des études et de la documentation (DGED), les services de renseignement marocain, dans l'affaire. Selon un rapport mentionné par Der Spiegel, la DGED a eu des contacts dès 2019 avec l'ancien député italien Pier Antonio Panzeri, son assistant Francesco Giorgi et un autre député italien, Andrea Cozzolino. L'objectif était d'influencer le groupe socialiste au Parlement européen. Le magazine allemand d'investigation soutient que les trois Italiens étaient également en contact direct avec le directeur général des services secrets de la DGED,.

## Réactions
Selon l'organisation Transparency International, « Depuis plusieurs décennies, le Parlement européen a laissé se développer une culture de l'impunité […] et une absence totale de contrôle éthique indépendant ». La présidente du Parlement européen, Roberta Metsola promet une « enquête interne pour examiner tous les faits liés au Parlement » européen.
En décembre 2022, après ces accusations de corruption, le Qatar menace l'Union européenne d’un « effet négatif » sur « la sécurité énergétique mondiale ». Pour le journal Le Monde, « c’est une menace à peine voilée ».
Selon Georges Malbrunot et Christian Chesnot, journalistes qui chroniquent depuis une dizaine d'années les manœuvres du Qatar pour influencer l'opinion publique, celui-ci serait loin d'être le seul pays du Golfe à pratiquer ce type de lobbying,. Les pays arabes se contentent cependant habituellement d'offrir des cadeaux en nature (par exemple des montres de luxe) aux députés, chercheurs et journalistes qui en échange relayent leurs opinions et les défendent lorsqu'ils sont attaqués, ou publient des tribunes dans des grands journaux,.